# 松香烷
松香烷，又名枞烷（英語：Abietane）或称为13α-异丙基罗汉松烷是一种二萜类化合物的母结构，其衍生物包括许多天然产物，如松香酸（Abietic acid，又名枞酸）、鼠尾草酸（carnosic acid）和弥罗松酚（又名铁锈醇）。